# Philoscia perlata
Philoscia perlata är en kräftdjursart som beskrevs av Wahrberg1922. Philoscia perlata ingår i släktet Philoscia och familjen Philosciidae. Inga underarter finns listade i Catalogue of Life.